# Kinh tế Hải Phòng

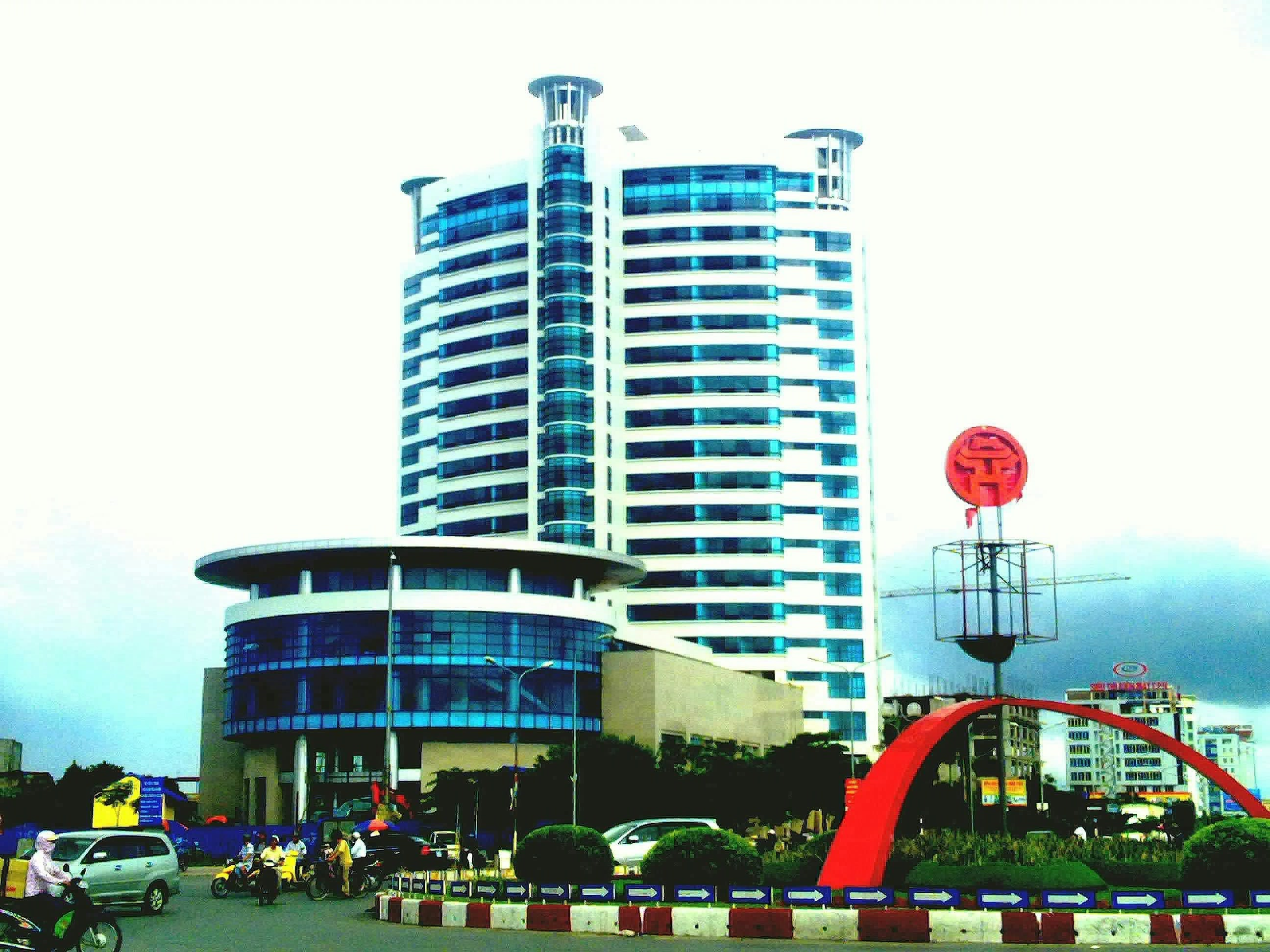
Catbi Plaza.

Hải Phòng là một trung tâm kinh tế của miền bắc nói riêng và của cả Việt Nam nói chung. Dưới thời Pháp thuộc, Hải Phòng là thành phố cấp 1, ngang hàng với Sài Gòn và Hà Nội. Những năm cuối thế kỷ 19, người Pháp đã có những đề xuất xây dựng Hải Phòng thành "thủ đô kinh tế" của Đông Dương. Ngày nay, Hải Phòng là một trong những trung tâm kinh tế quan trọng nhất của Việt Nam, từ năm 2005 đến nay luôn đứng trong top 5 các tỉnh thành phố đóng góp ngân sách nhiều nhất cả nước, cụ thể là luôn đứng ở vị trí thứ 3 sau Thành phố Hồ Chí Minh,Hà Nội. Năm 2009, thu ngân sách nhà nước của địa phương đạt 34.000 tỷ đồng. Năm 2006 đóng góp khoảng 9.752 tỷ đồng và năm 2007 là 12.000 tỷ đồng. Năm 2011, thu ngân sách trên địa bàn thành phố đạt 47.725 tỷ đồng, tăng 19% so với năm 2010. Năm 2016 thu ngân sách đạt 62.640 tỷ đồng. Đến năm 2023 thu ngân sách đạt 102.500 tỷ đồng, là 1 trong 3 tỉnh thành thu ngân sách trên 100.000 tỷ đồng.
Hải Phòng là trung tâm phát luồng hàng xuất nhập khẩu lớn nhất miền Bắc. Đến nay, Hải Phòng đã có quan hệ xuất nhập khẩu hàng hoá với trên 40 nước và vùng lãnh thổ trên thế giới. Trung tâm Hội chợ triển lãm quốc tế Hải Phòng là trung tâm hội chợ lớn nhất của Việt Nam hiện nay. Hải Phòng đang phấn đấu để trở thành một trong những trung tâm thương mại lớn nhất của cả nước.

## Dịch vụ

### Cảng
Cảng Hải Phòng hiện nay bao gồm các khu bến cảng chính sau:
1. Cảng Vật Cách: Xây dựng năm 1965, ban đầu là những dạng mố cầu, có diện tích mặt bến 8x8 mét,cảng có 5 mố cầu bố trí cần trục ôtô để bốc than và một số loại hàng khác từ sà lan có trọng tải từ 100 đến 200 tấn.
2. Cảng Hải Phòng (khu cảng chính, hay còn gọi là Bến Hoàng Diệu, trước gọi là Bến Sáu kho) trên sông Cấm: cảng container nội địa, cảng bốc xếp và vận chuyển hàng hóa rời, chủ yếu phục vụ nội địa. Khu cảng này có 11 cầu tàu, độ sâu trước bến là -8,4 mét; hệ thống kho rộng 31320 mét vuông; hệ thống bãi rộng 163 nghìn mét vuông.
3. Cảng Chùa Vẽ: cảng container chuyên dụng, có 5 cầu tàu, hệ thống bãi rộng 179 nghìn mét vuông.
4. Cảng Đình Vũ và Nam Đình Vũ: có thể tiếp nhận tàu trọng tải 10 nghìn - 20 nghìn DWT
Cảng gồm 8 cầu tàu bê tông cốt thép, 2 cầu đang xây dựng trong đó có 1 bến nghiêng;
Kho có diện tích 70.232 m², bãi chứa hàng có diện tích 39.000 m²;
Thiết bị bốc dỡ: có cẩu cố định và di động 10 - 50 - 70 tấn, có xe nâng, hạ hàng, băng chuyển tải và cẩu xếp dỡ công ten nơ;
Độ sâu trung bình của mực nước là 7 m;
Có đường sắt vào các cầu tàu số 8 - 9 - 10 - 11.
Khả năng xếp dỡ: từ 3,5 đến 4,5 triệu tấn/năm. Đang tăng cường khả năng xếp dỡ hàng hóa và công ten nơ lên 7 triệu tấn/năm.
5. Cảng Cấm: 5 nghìn - 10 nghìn DWT
6. Khu bến Diêm Điền (huyện Thái Thuỵ, tỉnh Thái Bình)[2]: 1 nghìn - 2 nghìn DWT
7. Cảng Thủy sản
8. Cảng Đoạn Xá
9. Cảng Tân Vũ: có độ sâu cốt luồng là -7,3 mét, độ sâu trước bến là -10,3 mét, tiếp nhận được tàu 20 nghìn DWT, hiện có 2 cầu tàu dành cho làm hàng container (khi xây hoàn thành, sẽ có thêm 1 cầu tàu dành cho làm hàng container và 2 cầu tàu dành cho làm hàng rời).
10. Cảng Hải An: Hiện có 1 cầu tàu dành cho làm hàng container
11. Cảng nước sâu Lạch Huyện (đang xây dựng). Trong đó bến số 1 và số 2 đã hoàn thiện và đón thành công tàu Wan Hai 805 có trọng tải 132000DWT (12000TEU).

### Du lịch

#### Du lịch biển
- Biển Đồ Sơn

Khu du lịch nằm cạnh hai cửa sông Lạch Tray và Văn Úc thuộc hệ thống sông Thái Bình đổ ra biển đem theo nhiều phù sa, cộng thêm việc quai đê lấn biển ở Đảo Hòn Dấu để xây dựng khu Resort cao cấp đã tạo nên đặc trưng nước biển ở khu vực này đục (nhất là khu II) nhưng vẫn có sức thu hút du khách. Các địa điểm du lịch bao gồm:
1. Bãi tắm các khu I, II và III
2. KDL Quốc tế Đồi Rồng
3. KDL Quốc tế Hòn Dấu
4. Sân golf BRG Ruby Tree Hải Phòng
5. Casino Đồ Sơn
6. Biệt thự Bảo Đại: Dinh thự duy nhất của Bảo Đại ngoài miền Bắc.

- Biển Cát Bà

Cát Bà một hòn đảo đẹp và thơ mộng, nằm ở độ cao trung bình 70m so với mực nước biển, là đảo lớn nhất trong quần thể vịnh Hạ Long, thuộc địa phận huyện Cát Hải.  Các địa điểm du lịch bao gồm:
1. Bãi tắm Cát Cò 1, Cát Cò 2, Cát Cò 3
2. Vườn Quốc gia Cát Bà: Quần đảo Cát Bà có rừng mưa nhiệt đới trên đảo đá vôi, rừng ngập mặn, các rặng san hô, thảm rong - cỏ biển, hệ thống hang động, tùng áng, là nơi hội tụ đầy đủ các giá trị bảo tồn đa dạng sinh học, bảo đảm các yêu cầu của khu dự trữ sinh quyển thế giới theo quy định của UNESCO. Cát Bà đã được UNESCO công nhận là khu dự trữ sinh quyển thế giới ngày 02 tháng 12 năm 2004.
3. Chợ nổi Vịnh Lan Hạ
4. Đường xuyên đảo Cát Bà
5. Làng chài Việt Hải

#### Du lịch văn hóa lễ hội, tâm linh
1. Lễ hội chọi trâu Đồ Sơn (còn gọi là đấu ngưu): là một tập tục cổ, có từ xa xưa, một lễ hội truyền thống của người dân vạn chài tại vùng biển Đồ Sơn, Hải Phòng; diễn ra vào ngày 9 tháng 8 Âm lịch hàng năm; di sản văn hóa phi vật thể quốc gia năm 2013 của Việt Nam. Đây là một lễ hội với lễ nghi trang trọng, rước kiệu thần, có lọng che, phường bát âm....
2. Lễ hội Hoa Phượng đỏ: là một sản phẩm du lịch mới của thành phố Hải Phòng với nhiều hoạt động văn hóa, nghệ thuật, thể thao hoành tráng, hấp dẫn, đặc sắc, rực rỡ sắc màu, góp phần quảng bá hình ảnh thành phố Cảng của miền bắc Việt Nam. Lễ hội được tổ chức lần đầu tiên vào năm 2012 và vẫn được duy trì cho tới ngày nay (riêng năm 2020 và 2021 bị hủy do dịch Covid-19).

#### Du lịch ẩm thực
Ẩm thực Hải Phòng được nhiều người sành ăn đánh giá là một trong số ít những phong cách chế biến - thưởng thức ẩm thực địa phương đặc sắc (độc đáo, đậm bản sắc vùng miền), đa dạng (phong phú) và tinh tế (thu hút các giác quan khác nhau của thực khách) bậc nhất của Việt Nam. Người Hải Phòng cũng có tiếng là những người kén mùi vị trong ăn uống. [2][3] Có thể nêu ra một vài ví dụ nổi bật như món nem cua bể, bánh đa cua,[4] bún tôm, bánh bèo, bánh mì cay, pa tê gan, cháo khoái. Dù những nguyên liệu dùng để chế biến các món ăn này ngày nay đều tương đối dễ mua, phổ biến ở nhiều địa phương của Việt Nam. Tuy nhiên, do cách chọn lựa nguyên liệu, kết hợp, chế biến đặc trưng của người Hải Phòng mà chúng trở thành những món ăn không chỉ lôi cuốn về vị giác, khứu giác mà còn cả về thị giác.
Năm 2020-2021, Hải Phòng nổi lên là một điểm du lịch ẩm thực hấp dẫn đối với du khách nhờ các video ngắn trên nền tảng TikTok. Nắm lấy cơ hội, Sở Du lịch Thành phố đã có những chiến dịch quảng bá bài bản, nhằm đưa food-tour thành một nét đặc trưng của du lịch thành phố.

## Công nghiệp

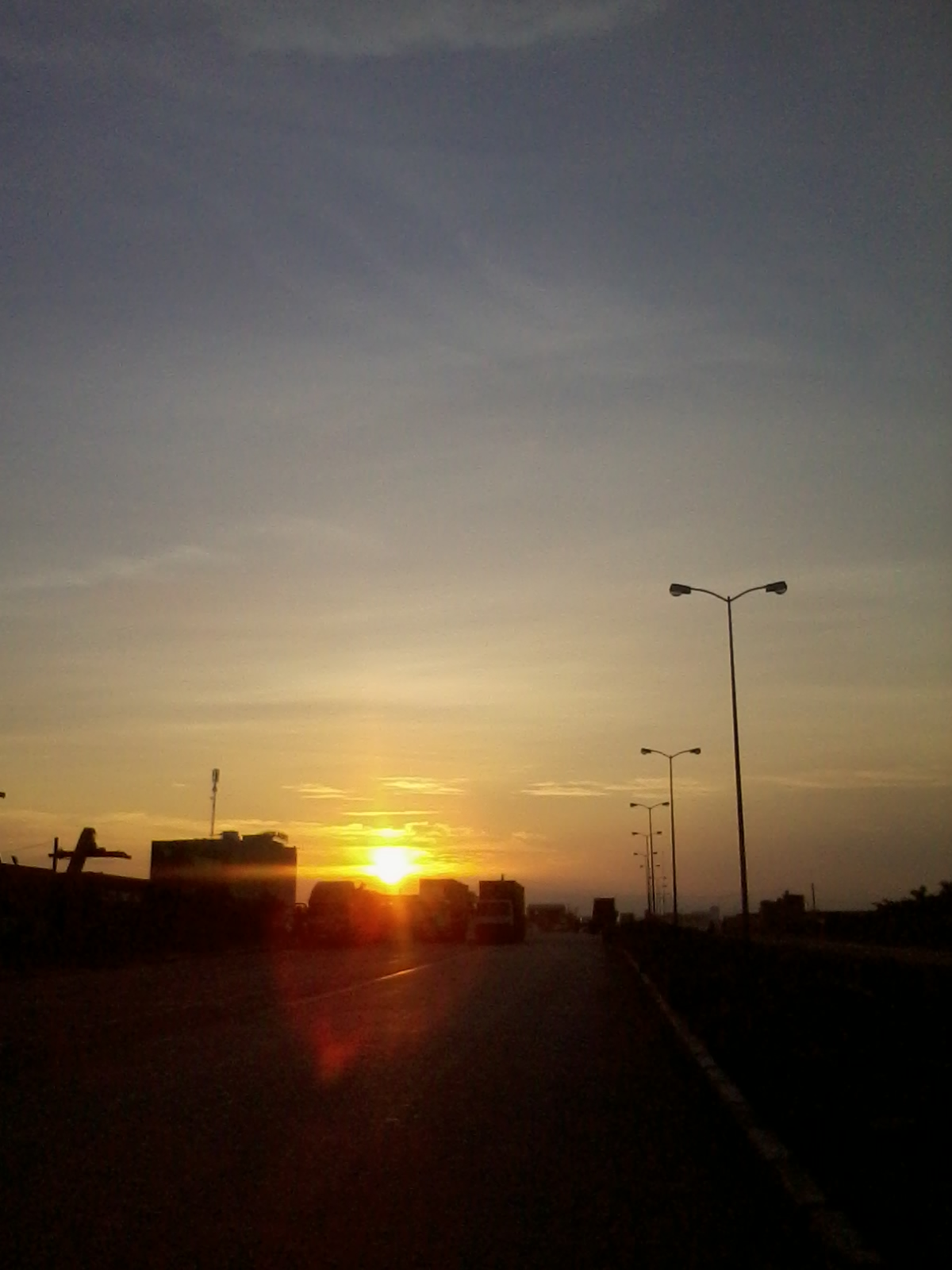
Hoàng hôn trên khu kinh tế Đình Vũ, Hải Phòng

Hải Phòng là một trong 5 địa phương có quy mô công nghiệp lớn nhất cả nước. Một trong các mục tiêu phát triển của thành phố là trở thành "thành phố công nghiệp và dịch vụ cảng văn minh, hiện đại". Thành phố có mạng lưới các khu công nghiệp được bố trí hợp lý với các khu công nghiệp lớn: Nomura - Đình Vũ, Đồ Sơn – Hải Phòng, Vinashin – Shinec, Tân Liên và nhiều cụm công nghiệp nhỏ và vừa: Quán Toan, Đông Hải, Kiến An – An Tràng... Một số khu công nghiệp lớn của các nhà đầu tư Xinh-ga-po, Đài Loan, Đức đang được nghiên cứu đầu tư xây dựng cơ sở hạ tầng đồng bộ, hiện đại, sẵn sàng mời gọi các nhà đầu tư nước ngoài.
Năm 2010, tổng giá trị sản xuất công nghiệp của thành phố tăng gấp 2 lần so với năm 2005, đứng thứ 2 miền Bắc và thứ 6 cả nước.
1. Khu công nghiệp Nomura Liên doanh giữa Việt nam và Nhật, thành lập từ năm 1994 với thời hạn hoạt động 50 năm. Khu công nghiệp Nomura có diện tích 153 ha, nằm ngay cạnh quốc lộ 5 đi Hà Nội và cách trung tâm thành phố 13 km, cách cảng Hải Phòng 15 km, cách sân bay Cát Bi 20 km.
2. Khu công nghiệp Đình Vũ Liên doanh giữa thành phố Hải Phòng, tập đoàn AIG của Mỹ và tập đoàn IPEM của Bỉ, thành lập năm 1997, có thời hạn hoạt động 50 năm. Khu công nghiệp Đình Vũ có diện tích 945 ha, nằm trên bán đảo Đình Vũ (quận Hải An) cách trung tâm thành phố 7 km. Trong khu công nghiệp này có cảng cho container, hàng rời, hàng tổng hợp với công suất 20.000 DWT và cảng hàng lỏng 10.000 DWT.
3. Khu công nghiệp Đồ Sơn Liên doanh giữa Hải Phòng và công ty Asia Glorious Development (Hồng Kông), thành lập năm 1997 với dự kiến công năng ban đầu là khu chế xuất với tên gọi là Khu chế xuất Hải Phòng 96, sau đó điều chỉnh thành khu công nghiệp và đi vào hoạt động từ năm 2004 với giai đoạn 1 có diện tích 150 ha. Khu công nghiệp Đồ Sơn nằm vem đại lộ Hoa Phượng từ Cầu Rào đi Đồ Sơn.[cần dẫn nguồn]
4. Khu công nghiệp An Dương(An Dương)Khu hợp tác thương mại Việt Trung (Hải Phòng- Thẩm Quyến)Chủ đầu tư Công ty TNHH liên hợp đầu tư Thâm Việt,
5. Khu công nghiệp tổng hợp cầu Kiền (An Dương)
6. Khu công nghiệp Tràng Duệ (An Dương)
7. Khu công nghiệp - Đô thị Tràng Cát Dự án liên doanh giữa Công ty CP Phát triển Đô thị Kinh Bắc và Tập đoàn Hồng Hải (Foxconn) - Đài Loan với quy mô diện tích lên tới hơn 1000ha tại Tràng Cát - Quận Hải An - Thành phố Hải Phòng, bao gồm: khu công nghiệp (300ha), khu sân golf (200ha) và khu đô thị (360ha).
8. Cụm công nghiệp Vĩnh Niệm (Q Lê Chân)
9. Cụm công nghiệp Sở Dầu (Q Hồng Bàng)
10. Cụm công nghiệp Đặng Cương (An Dương)
11. Cụm công nghiệp Gia Minh (Thủy Nguyên)
12. Cụm công nghiệp Tân Liên (Vĩnh Bảo)
13. Cụm công nghiệp An Tràng (An Lão)
14. Cụm công nghiệp Trường Sơn (An Lão)
15. Cụm công nghiệp thị trấn Tiên Lãng (Tiên Lãng)
16. Cụm công nghiệp Tiên Cường (Tiên Lãng)
17. Khu đô thị, công nghiệp và dịch vụ tại Hải Phòng Chủ đầu tư Công ty cổ phần Phát triển Đô thị và Khu công nghiệp Việt Nam-Singapore (VSIP JSC)
18. Cụm công nghiệp đóng tàu trọng tải 30.000 tấn. xã An Thọ và Chiến Thắng (An Lão) Công ty cổ phần Tập đoàn Vina Megastar làm chủ đầu tư.
19. Khu công nghiệp Nam Cầu Kiền (Vinashin-Shinec). Chủ đầu tư Công ty Cổ phần công nghiệp tàu thủy Shinec, đầu tư xây dựng và kinh doanh hạ tầng kỹ thuật quy mô hơn 263 ha
20. Khu công nghiệp Nam Đình Vũ (khu 1 và khu 2).
  1. Khu 1, khu công nghiệp Nam Đình Vũ có quy mô diện tích 1344 ha bao gồm khu phi thuế quan có diện tích 448 ha, nằm trên địa bàn hai phường Đông Hải và Tràng Cát, quận Hải An, thành phố Hải Phòng. Công ty cổ phần đầu tư Nam Đình Vũ làm chủ đầu tư.
  2. Khu 2, khu công nghiệp Nam Đình Vũ có quy mô 658 ha, do công ty cổ phần Hapaco làm chủ đầu tư.

## Thương mại

### Một số chợ tiêu biểu
1. Chợ Sắt (phố Quang Trung, phường Phạm Hồng Thái, quận Hồng Bàng): Chợ được xây dựng ở khu phố nhượng địa từ cuối thế kỷ 19 dưới thời Pháp thuộc, khi đó gọi là chợ Lớn (Grande Marché). Chợ được xây dựng bằng vật liệu chủ yếu là sắt thép nên có tên gọi là chợ Sắt. Nhờ địa thế thuận lợi bên tuyến đường thủy từ Hải Phòng đi các tỉnh nên dưới thời Pháp thuộc chợ Sắt từng là một chợ rất sầm uất, là đầu mối buôn bán chính từ Nam Định lên hoặc Quảng Yên xuống, tiếng tăm có thể sánh với chợ Đồng Xuân (Hà Nội), chợ Đông Ba (Huế), chợ Bến Thành (Sài Gòn). Đến thời bao cấp, đây vẫn còn là một trong những trung tâm buôn bán lớn nhất tại miền Bắc. Vào thời kỳ đó, những người buôn bán trong chợ Sắt được coi là lớp người giàu có và thành đạt về kinh tế của Hải Phòng. Sau thời kỳ bao cấp kinh tế, chợ Sắt dần mất vai trò thời hoàng kim của nó. Năm 2021, thành phố đã phê duyệt dự án đầu tư thay thế chợ Sắt thành tổ hợp TTTM, vui chơi giải trí, khách sạn 5 sao và văn phòng cho thuê để thực hiện chỉnh trang đô thị.
2. Chợ Hàng (phố An Kim Hải, phường Dư Hàng Kênh, quận Lê Chân): là chợ phiên duy nhất hiện nay còn họp tại Hải phòng. Ngày nay, Chợ Hàng như một chợ bán những đồ cũ hay những đồ rẻ tiền mà dân vẫn hay dùng đến. Cứ chủ nhật hàng tuần du khách thập phương hay người dân trong vùng thường rủ nhau đi Chợ Hàng đôi khi chỉ để ngắm những vật nuôi, cây cảnh hoặc để chọn mua một thứ hàng cần thiết trong gia đình. Người dân coi việc đi chợ Hàng như một thú vui dịp cuối tuần vậy. Người ta đến chợ để mua bán nhưng cũng có thể chỉ để dạo chơi, ngắm cảnh. Phiên chợ nào cũng đông đúc nhưng không hề có cảnh xô xát, cãi cọ vì ai cũng có tâm lý đi chợ như đi hội.[4]
3. Chợ Giá. Đây là chợ phiên nổi tiếng miền Bắc - tại xã Kênh Giang - huyện Thủy Nguyên; cứ 5 ngày chợ họp 1 lần, xưa kia các ngày họp chợ được coi là ngày tốt để mọi người trong làng dựng nhà, bỏ nóc, khai trương...trước kia chợ giá quê sầm uất trên bến dưới thuyền, nơi tụ họp của thương nhân các tỉnh Quảng Ninh, Hải Dương. Chợ Giá là chợ quê với các sản phẩm của vùng nông thôn là chủ yếu.
4. Chợ đêm Tam Bạc. Chợ này sắp chuyển về khu nam Cầu Bính.
5. Chợ Ga (phố Nguyễn Khuyến, phường Lương Khánh Thiện, quận Ngô Quyền)
6. Chợ An Dương (phố Tôn Đức Thắng, phường Trần Nguyên Hãn, quận Lê Chân)
7. Chợ Con (phố Chợ Con, phường Trại Cau, quận Lê Chân)
8. Chợ hoa Hạ Lũng
9. Chợ Cỗ Đạo (phố Trần Nhật Duật, phường Cầu Đất, quận Ngô Quyền): Đây là chợ ở ngay trung tâm thành phố, chỉ cách Nhà hát lớn khoảng 100m. Chợ là nơi cung cấp lương thực, thực phẩm tươi ngon nhất thành phố. Đây cũng là nơi mà thực khách có thể thưởng thức hầu hết các đặc sản của thành phố như bánh đa cua, bún cá, bún tôm, nem cua bể, bánh bèo, bánh đúc tàu, tào phớ,...
10. Chợ Lương Văn Can (phố Lương Văn Can, phường Máy Tơ, quận Ngô Quyền)
11. Chợ Cát Bi (phố Cát Bi, phường Cát Bi, quận Hải An)

### Trung tâm thương mại, siêu thị lớn

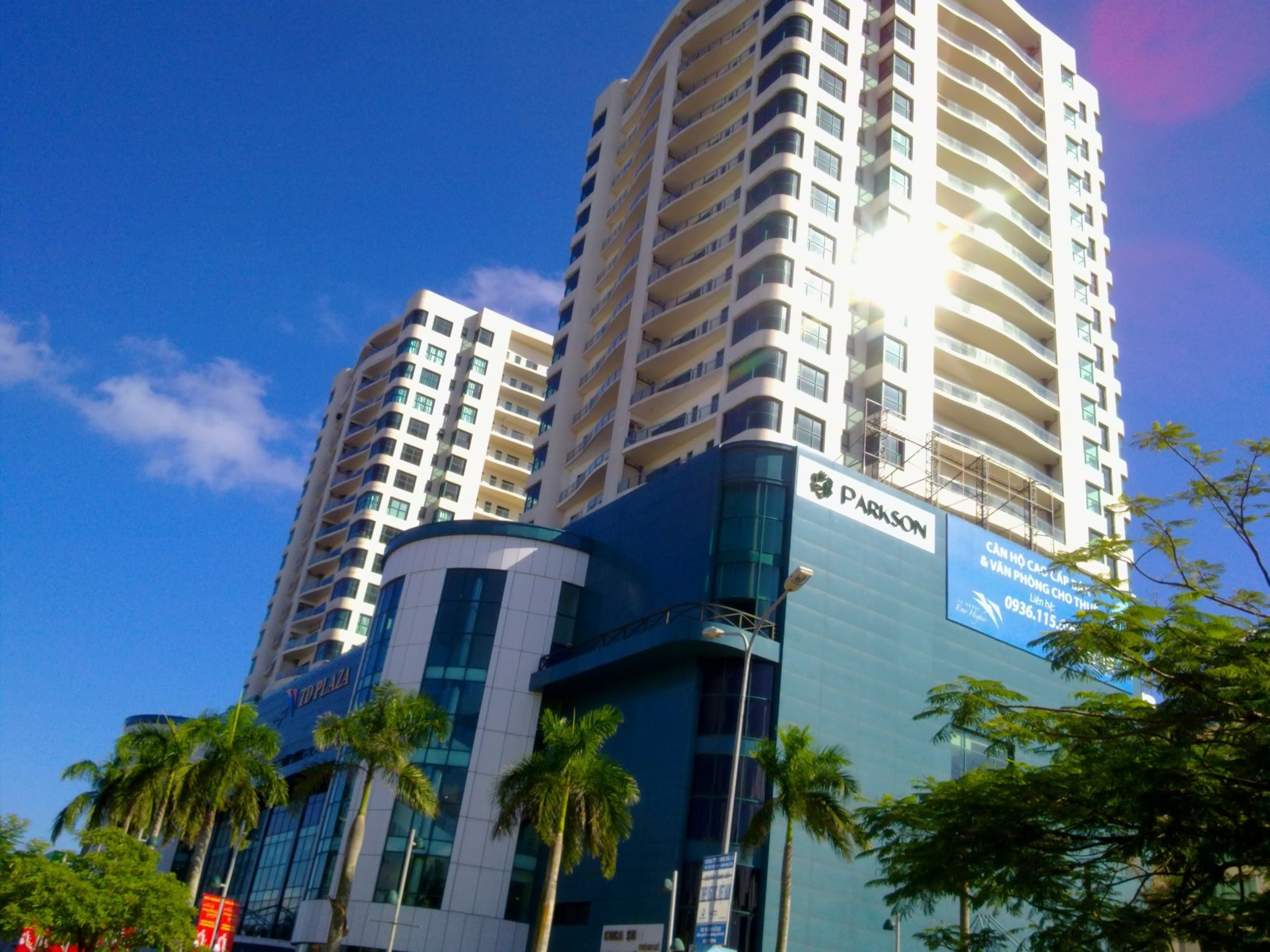
Parkson TD Plaza

#### 1. Quận Ngô Quyền
1. Cát Bi Plaza: Trung tâm thương mại cao cấp 21 tầng nằm ở đầu đường Lê Hồng Phong. Đây là tổ hợp trung tâm thương mại, văn phòng, căn hộ cao cấp cho thuê và nhiều tiện ích phục vụ. (Đường Lê Hồng Phong, phường Lạc Viên)
2. TTTM Parkson/ TD Plaza (Đường Lê Hồng Phong, phường Đông Khê).
3. Siêu thị GO! (Đường Lê Hồng Phong, phường Đông Khê). Trước đây là siêu thị BigC. Đây là một trong chuỗi siêu thị bán lẻ của Tập đoàn Casino (tập đoàn mẹ của BigC), hiện có mặt trên 9 nước trên toàn thế giới gồm: Việt Nam, Thái Lan, Argentina, Pháp, Uruguay, Brazil, Colombia, Madagascar và Mauritius.
4. TTTM Vincom Plaza Lê Thánh Tông (Đường Lê Thánh Tông, phường Máy Tơ)
5. TTTM Nguyễn Kim Hải Phòng (Đường Lương Khánh Thiện, phường Cầu Đất)
6. TTTM SHP Plaza Hải Phòng (Đường Lạch Tray, phường Lạch Tray)

#### 2. Quận Lê Chân
1. TTTM Aeon Mall Hải Phòng (Đường Võ Nguyên Giáp, Phường Vĩnh Niệm). Đây là TTTM lớn nhất Việt Nam, có diện tích xây dựng sàn lên đến 279.000 m2 (gấp 2 lần so với Aeon Long Biên là 120.000m2)

#### 3. Quận Hồng Bàng
1. Siêu thị Mega Market Hồng Bàng (Đường Hồng Bàng, phường Sở Dầu). Trước đây là siêu thị Metro.
2. TTTM mới khu Chợ Sắt (dự án) (Đường Tam Bạc, phường Phan Bội Châu)
3. TTTM Vincom Plaza Imperia (Đường Hùng Vương, phường Thượng Lý)

#### 4. Quận Hải An
1. TTTM Doji Diamond Crown Plaza (khởi công 2022) (Đường Lê Hồng Phong, phường Đằng Lâm)
2. TTTM EIE Hải Phòng (khởi công 2022) (Đường Lê Hồng Phong, phường Đằng Lâm)

#### 5. Quận Dương Kinh
1. Trung tâm hội chợ triển lãm quốc tế: hay còn gọi là Cánh Diều hay Nhà Diều. Đây là trung tâm hội chợ lớn nhất của Việt Nam hiện nay.[1] Năm 2007, công trình được xếp hạng là tòa nhà đẹp nhất Việt Nam.